# Union Fröndenberg
Union Fröndenberg war ein deutsches Unternehmen zur Produktion von Fahrradteilen in Fröndenberg/Ruhr. Seit 1995 liegen die Markenrechte beim taiwanesischen Marwi-Konzern.

## Geschichte

### Die Anfänge bis 1914
Wilhelm Feuerhake (1873–1925), der eine kaufmännische Ausbildung in der Iserlohner Draht- und Nadelfabrikation absolviert hatte, und der Techniker Friedrich Köper gründeten im Januar 1899 in Fröndenberg Wilhelm Feuerhake & Co. Im Juni 1905 fusionierte das Unternehmen mit dem Stahldraht-Hersteller C.D. Wälzholz, einem bisherigen Lieferanten, zur "UNION Gesellschaft für Metallindustrie mbH". Die Firma besaß das Areal zwischen dem heutigen Marktplatz und den Gebieten nördlich des ehemaligen Güterbahnhofs. Ab 1905 wurde die Produktpalette stetig erweitert: Zu den zunächst produzierten Fahrradketten kamen 1905 selbst entwickelte Rollenketten hinzu sowie eigene Pedale, zwei Jahre später wurde die Herstellung von Speichen und Nippeln aufgenommen. 1908/09 kamen Glockenschalen (für Klingeln) und Rollschuhe hinzu sowie ab 1909 Lenker, Bremsen und Tretkurbeln. 1914 wurden erstmals Naben hergestellt; da man sich gegen Fichtel & Sachs jedoch auf dem Markt nicht behaupten konnte, wurde die Produktion von Naben 1925 wieder eingestellt.
Als die beiden US-Amerikaner Floyd MacFarland und Jimmy Moran 1909 das erste Berliner Sechstagerennen gewannen, waren ihre Räder mit Ketten aus Fröndenberg ausgestattet.
1913 schied Köper unter Zahlung einer Abfindung aus dem Unternehmen aus. Gleichzeitig gründete Feuerhake mit einigen Mitarbeitern der Firma Lange vom Langen Hof als Teilhaber eine Drahtzieherei mit dem Namen Feuerhake & Co. In diesem letzten Vorkriegsjahr produzierte die Union Fröndenberg 437.000 Stück Ketten mit einer Gesamtlänge von 655.000 Metern, 68,5 Millionen Speichen und Nippel sowie 387.000 Pedalpaare, was bedeutete, dass theoretisch die Hälfte der in diesem Jahr produzierten Räder mit Pedalen aus Fröndenberg ausgestattet waren. Im Unternehmen waren 535 Mitarbeiter tätig. Eine geplante Expansion musste wegen des Ausbruchs des Ersten Weltkriegs ausgesetzt werden.

### Zwischen den Kriegen
Bereits im Ersten Weltkrieg produzierte die Union Fröndenberg (DOMAG) Rüstungsgüter; die Zahl der Mitarbeiter sank jedoch um die Hälfte. 1919 trat die Dortmunder Union in das Unternehmen ein und hielt 80 Prozent des Gesellschaftskapitals. 1920 wurde die Zweigniederlassung „Kettenfabrik Unna GmbH“ und 1921 ein Werk in Werl gegründet, die Fahrradproduktion stieg nach dem Krieg rapide an; schon Ende 1919 arbeiteten wieder 600 Mitarbeiter für die Union. Die Gebäude des Unternehmens prägten das Stadtbild Fröndenberg, darunter 50 Werkswohnungen. Ein „Sozialtrakt“ verfügte über eine „Badeanstalt“, die allen Fröndenbergern offenstand.
Infolge der Ruhrbesetzung ab 1923 sowie der Inflation beging der Unternehmensgründer Johann Karl Wilhelm Feuerhake am 11. August im Jahr 1925 im Alter von 52 Jahren Suizid, einen Tag vor einer Gesellschafterversammlung, auf der über das weitere Schicksal der Firma entschieden werden sollte. Das Unternehmen wurde durch den Einstieg von Albert Vögler und der Vereinigten Stahlwerke gerettet und überstand mit gedrosselter Produktion die Weltwirtschaftskrise.
Vögler beauftragte Fritz Sils mit der Geschäftsführung und einer Modernisierung des Werkes. Vöglers Neffe, der Ingenieur Heinrich van de Loo, entwickelte eine kaltgeschmiedete Pedalachse. Er stieg zum Leitenden Direktor und später zum Teilhaber auf.
Bald nach der Machtübernahme der Nationalsozialisten wurde die Produktion auf Munitions- und Kriegsgerät umgestellt. Am 30. September 1937 wurde das Unternehmen in Union – Gesellschaft für Metallindustrie Sils, van de Loo u. Co., Fröndenberg/Ruhr umbenannt. Im gleichen Jahr wurde die Metallwarenfabrik Alfred Schwarz (MELAS) aus Eisenach zur Produktion von Pedal-Reflektoren übernommen.
Im Zweiten Weltkrieg beschäftigte das Werk in Fröndenberg um 700 Zwangsarbeiter. Das Werk in Hameln stellte Spanndrähte für Tragflächen, einziehbare Flugzeugfahrwerke und Zündkerzen für Flugmotoren her, später auch Granaten. Am 1. September 1943 wurde in Thorn an der Weichsel die Weichsel-Metall-Union zur Herstellung von Zündern gegründet und später auf Veranlassung der Reichsregierung ins KZ Auschwitz verlegt.

### Reorganisation nach dem Zweiten Weltkrieg
Im November 1948 war die Kettenproduktion wieder aufgebaut. 1964 wurde das frühere BERKO-Werk (Berko-Werke Quast & Eichert, 1949 enteignet) in Berlin für die Produktion von Fahrraddynamos übernommen. Mitte der 1970er Jahre war das Produktionsmaximum erreicht, viele Teile wurden exportiert. Um 1973 wurde das Kaltwalzwerk geschlossen, die relativ neuen Maschinen von Wälzholz wurden abmontiert und nach Brasilien verschickt. 1979 wurde UNION Fröndenberg USA in Olney (Illinois) gegründet.
Fehlender Platz zur Expansion und veraltete Technik waren Gründe, aus der Stadt Fröndenberg auszusiedeln. Die Firma zog in den 1980ern in das Industriegelände der ehemaligen Gummifabrik "Atlantic", etwa 2 Kilometer vom alten Standort westlich der Stadt an der Ardeyer Straße Richtung Ardey gelegen. Die Jugendstilgebäude der Firma Union wurden 1981 wegen großer baulicher Mängel gesprengt.
In den frühen 1990ern wurde die Produktion nach Tschechien verlagert. 1995 wurde das Unternehmen von der taiwanesischen Marwi Gruppe übernommen.

## Engagement im Radsport
In den Jahren 1991 (von 1992 an als Profi-Team) bis 1995 bestand das gleichnamige und vom Hersteller Union Fröndenberg gesponserte Radsport-Team. Zum Team gehörte unter anderem Radsportler Erik Zabel. Nach wirtschaftlichen Schwierigkeiten schrumpft 1993 das Team von elf auf sieben Fahrer und wurde 1995 schließlich ganz aufgegeben. Die Markenrechte gehen an die taiwanesische Marwi-Group.